# Хомяков, Виктор Владимирович
Виктор Владимирович Хомяков (22 декабря 1928 — неизвестно) — советский хоккеист, нападающий.

## Биография
Воспитанник московской команды по хоккею с мячом «Трудовые резервы». В хоккей с шайбой играл за МАИ (1948/49 — 1951/52), «Спартак» Воронеж (1949/50), «Химик» / ДК им. Карла Маркса (Электросталь) (1952/53 — 1954/55), «Спартак» Москва (1955/56), «Красная звезда» Краснокамск (1955/56), «Торпедо» Глазов (1957/58), «Труд» Подольск.
В классе «А» провёл четыре сезона (1952/53 — 1955/56).
Играл за футбольный «Авангард» Электросталь (КФК, 1958).
Тренер «Луча» Москва (1962/63 — 1974/75).